# ورزشگاه سنت مریز
ورزشگاه سنت مریز (به انگلیسی: St Mary's) نام ورزشگاه اختصاصی باشگاه ساوت‌همپتون در شهر ساوت‌همپتون در کشور انگلستان است.
این ورزشگاه از سال ۲۰۰۱ زمین خانگی باشگاه ساوت‌همپتون می‌باشد. ظرفیت این ورزشگاه ۳۲۵۸۹ است. ورزشگاه سنت هفدهمین ورزشگاه بزرگ در انگلستان می‌باشد.